# Episodi di The Sex Lives of College Girls (seconda stagione)
La seconda stagione della serie televisiva The Sex Lives of College Girls è stata distribuita sulla piattaforma streaming statunitense HBO Max dal 17 novembre al 15 dicembre 2022.
In Italia, la stagione è inedita.
| nº | Titolo originale                      | Titolo italiano | Prima TV USA     | Prima TV Italia |
| -- | ------------------------------------- | --------------- | ---------------- | --------------- |
| 1  | Winter Is Coming                      |                 | 17 novembre 2022 | inedito         |
| 2  | Frat Problems                         |                 | 17 novembre 2022 | inedito         |
| 3  | The Short King                        |                 | 24 novembre 2022 | inedito         |
| 4  | Will You Be My Girlfriend?            |                 | 24 novembre 2022 | inedito         |
| 5  | Taking Shots                          |                 | 1º dicembre 2022 | inedito         |
| 6  | Doppelbanger                          |                 | 1º dicembre 2022 | inedito         |
| 7  | The Essex College Food Workers Strike |                 | 8 dicembre 2022  | inedito         |
| 8  | Pre-Frosh Weekend                     |                 | 8 dicembre 2022  | inedito         |
| 9  | Sex & Basketball                      |                 | 15 dicembre 2022 | inedito         |
| 10 | The Rooming Lottery                   |                 | 15 dicembre 2022 | inedito         |

## Winter Is Coming
- Diretto da: Daniella Eisman
- Scritto da: Caroline Goldfarb

### Trama
Kimberly, Bela, Leighton e Whitney ritornano alla Essex dopo le vacanze del Ringraziamento. Nel tentativo di compensare la borsa di studio perduta, Kimberly tenta di chiedere un prestito studentesco con l'aiuto di Leighton, ma poiché non intende informare i genitori della sua situazione, è costretta a desistere nel momento in cui l'ufficio prestiti la informa che è necessario facciano da garanti co-firmatari. Bela apre ufficialmente la propria rivista comica, il Foxy, tuttavia fatica a trovare delle persone valide nelle candidature e chiede pertanto consiglio a Eric, il quale le suggerisce di cercare persone che condividano il suo senso dell'umorismo. Whitney cade vittima della noia in quanto la stagione calcistica è finita e fatica a trovare altri interessi con cui riempire le sue giornate, rimanendo profondamente ferita quando Canaan insinua che non ne abbia. Parallelamente a tutto ciò Jackson, un rifugiato climatico del Kansas, si trasferisce nello stesso dormitorio delle protagoniste tenendole sveglie coi rumori derivati dalle sue continue avventure sessuali occasionali, motivo per il quale Kimberly gli chiede il numero così da poter avere un preavviso e organizzarsi di conseguenza. Le quattro vengono inoltre prese di mira dai Theta Pi Delta, che le colpevolizzano per aver fatto chiudere la loro confraternita denunciando loro e Nico, nel frattempo trasferitosi alla Cornell. Attraverso il loro rapporto di consulenza Eric e Bela legano sempre di più, tanto da finire a letto assieme. Al termine della giornata, Leighton fa coming out anche con Bela e Whitney.
- Altri interpreti: Rob Huebel (Henry Murray), Nicole Sullivan (Carol Finkle), Craig Cackowski (Dale Finkle), Sierra Katow (Evangeline Hashima), Isabella Roland (Carla), Cheyenne Perez (Jo), Betti (Travis Feldman), Scott Lipman (Frude Rasmunssen), Maya Rose (Jena), Jamie Denbo (funzionaria prestiti), Rachel Leah Cohen (Coach Kay), Ally Ioannides	(Sara), Spencer Neville	(Aaron), Colton Tran (Reece), Rachel Winfree (assistente coach), Min Hwa Cho (pallanuotista), Caleb Lowell (Finn), Garrett Westton (Alex), Yasmin Kassim (Jessica).

## Frat Problems
- Diretto da: Daniella Eisman
- Scritto da: Rupinder Gill

### Trama
Per tornare nelle grazie dei confratelli della Theta Pi Delta, Bela e Leighton organizzano una serata di spogliarello sessualmente ammiccante che li veda protagonisti per una raccolta fondi di beneficenza contro il cambiamento climatico e, quando la rettrice Miller lo scopre minacciando di annullare tutto, Bela convince Jackson a sfruttare la sua storia tragica di rifugiato climatico per rabbonirla, riuscendo così a realizzare l'evento guadagnando oltre 11.000 $ e riguadagnandosi il rispetto dei confratelli. Whitney intanto inizia ad essere gelosa di Zoe, la nuova collega di Canaan al Sips, tuttavia il ragazzo le assicura che non c'è nulla tra loro e si scusa per averla accusata di non avere interessi. Kimberly tenta di convincere la professoressa Hennessey a fare da co-firmataria al suo prestito studentesco ma, durante una cena a casa di quest'ultima assieme a uno studente in scambio culturale, riceve delle avances sessuali dal marito della donna. Il giorno successivo, quando la Hennessey le comunica di non poterle cofirmare il prestito poiché il suo commercialista ritiene che ciò influirebbe sul suo punteggio di credito, la ragazza, temendo che in realtà fosse per via di quanto successo con il marito, finisce per rivelarle involontariamente dell'infedeltà di quest'ultimo mandandola su tutte le furie.
- Altri interpreti: Kerri Kenney (Elizabeth Hennessey), David Wain (Craig Hennessey), Nicole Sullivan (Carol Finkle), Scott Lipman (Frude Rasmunssen), Ally Ioannides	(Sara), Spencer Neville	(Aaron), Colton Tran (Reece), Aketra Sevillian (Zoe), Austin Kane (confratello della Theta), Rachael Harris (Rettrice Miller), Kais Boukthir	(Arif), Tommy Hackett (Zac).

## The Short King
- Diretto da: Lila Neugebauer
- Scritto da: Sarah Tapscott

### Trama
Bela e Whitney iniziano a frequentare il corso di biochimica; tuttavia dopo che falliscono il primo esame, mentre la prima vorrebbe rinunciare, la seconda è particolarmente determinata, sia per il desiderio d'intraprendere una nuova sfida, che per ripicca verso l'arrogante compagno di corso Andrew. Su insistenza di Whitney, entrambe le ragazze decidono perciò di continuare a frequentare le lezioni. Kimberly si imbatte in un opuscolo riguardo la vendita di ovuli a una clinica e, vedendola come un'opportunità per pagare la sua retta universitaria, seppur inizialmente titubante decide di intraprendere tale percorso dopo essersi consultata con Jackson. Bela nel frattempo conosce un ragazzo basso e molto palestrato, Wes, e dopo aver fatto del sesso occasionale con lui scrivere un articolo al riguardo, data anche la natura non esclusiva del suo rapporto con Eric, cui però confida di reputarlo un amante migliore di Wes. Leighton, dopo aver finalmente fatto coming out con tutte le amiche, inizia ad esplorare appieno la propria sessualità senza restrizioni e ha molteplici incontri sessuali occasionali con ragazze dell'Essex, trovandosi tuttavia in un conflitto tra tre di loro, desiderose ciascuna di avere un rapporto serio e casualmente in passato fidanzate tra di loro; dopo che la tragicomica vicenda viene risolta grazie al risoluto intervento di Whitney, Leighton inizia ad avere dolori intensi all'inguine e, più tardi, scopre di aver contratto la clamidia.
- Altri interpreti: Gedde Watanabe (Professor Harpin), Jamie Denbo (funzionaria prestiti), Suzanne Savoy (Professoressa Binnie), Igby Rigney (Wes), Charlie Hall (Andrew Fuller), Betti (Travis Feldman), Emily Morales-Cabrera	(Molly), Sydney Malakeh (Jess), Sherri Shepherd (Senatrice Evette Chase), Marita de Lara (Dr. Lewis), Hope Jaymes (Cat), Alison Kamishiro Parsons (Stephanie), Christie Claude (Claire), Kara Jobe (Tori), Lilith Mesidor (Monica), Nare Israelyan (Anne).

## Will You Be My Girlfriend?
- Diretto da: Lila Neugebauer
- Scritto da: Rheeqrheeq Chainey

### Trama
Bela manomette la copertina finale della nuova pubblicazione del Catullan inserendo un codice QR che porta al sito web del Foxy, facendo infuriare Eric che, per rappresaglia hackera il sito sabotandone le visite; da tale grottesca competizione, tuttavia, l'alchimia di coppia e soprattutto sessuale tra i due ne risulta enormemente rafforzata. Durante una sessione di studio di letteratura, Jackson organizza un incontro tra Kimberly e Fred, un compagno di classe nerd che ha una cotta per lei. Canaan chiede a Whitney di diventare la sua ragazza ed essa, seppur felice di accettare, diventa sospettosa perché convinta che fossero già una coppia; tutto ciò alimenta maggiormente la sua gelosia per Zoe motivo per il quale, seguendo alcuni pessimi consigli delle Kappa, decide di controllare il telefono di Canaan trovando un suo scambio di messaggi con la collega in cui essa gli chiedeva di uscire. Quando però lo affronta al riguardo, Canaan, le rivela di aver respinto Zoe, come dimostrato dai messaggi, e rompe con Whitney poiché sconvolto dalla sua incapacità di fidarsi di lui. Natalie, una delle ex di Leighton, la affronta durante la cerimonia di selezione delle nuove consorelle della Kappa per averle trasmesso la clamidia, e quando la ragazza, imbarazzata, tenta di negare rivela tutto pubblicamente sbugiardandola e costringendola a confessare tutto a Quinn durante la delibera. Nonostante tutto l'accaduto, sia Leighton che Whitney vengono accettate nella Kappa.
- Altri interpreti: Sierra Katow (Evangeline Hashima), Isabella Roland (Carla), Cheyenne Perez (Jo), Francesca Xuereb (Quinn Cannon), Aketra Sevillian (Zoe), Chloe Csengery (Natalie), Gregg Binkley (Roy), Sean Philip Glasgow (Fred), Carmen Flood (corritrice Kappa), Revell Carpenter (Chelsea), Victoria Caro (Brienne), Essence Renae (ragazza della Polaroid), Ashley Puzemis (corritrice #1), Mahpara Khan (corritrice #2).

## Taking Shots
- Diretto da: Thembi Banks
- Scritto da: Justin Noble e Sheridan Watson

### Trama
La Theta Pi Delta è ufficialmente rintegrata dall'Essex, permettendo loro di tornare a organizzare feste cui le ragazze riprendono a partecipare nonostante durante ogni sera Kimberly chieda a Leighton di farle le iniezioni di ormoni necessarie per vendere ovuli in quanto l'unica del gruppo con la mano abbastanza ferma. Il giorno dell'operazione inoltre, la ragazza si offre di accompagnarla alla clinica, tuttavia una volta fatto ritorno, Kimberly convince l'amica ad andare ad una competizione di matematica cui segretamente Leighton voleva partecipare, motivo per il quale rimane sola, si chiude accidentalmente fuori dalla stanza e viene accudita da Jackson fino all'arrivo di Whitney. Bela nel frattempo conosce Dana, la nuova ragazza di Eric nonché sua sostituta al Catullan, divenendone immediatamente tanto gelosa da capire di provare dei sentimenti per il ragazzo e volere una relazione esclusiva con lui, cosa che confessa scoprendo di essere ricambiata. Whitney, seccata che l'assistente del professore di biochimica continui a confonderla con l'unica altra ragazza nera del corso, Mariah, glielo fa presente riducendolo inavvertitamente in lacrime e spingendolo a cercare in tutti i modi di dimostrarle di non essere razzista, finché questa lo rassicura di credergli e di voler ristabilire il rapporto studentessa-assistente. Terminata la competizione di matematica, Leighton si imbatte in Tatum, una ragazza incredibilmente simile a lei.
- Altri interpreti: Gracie Dzienny (Tatum), Charlie Hall (Andrew Fuller), Betti (Travis Feldman), Spencer Neville (Aaron), Colton Tran (Reece), Gedde Watanabe (Professor Harpin), Zach Reino (Paul), Donielle Nash (Jayla), Audrey Gerthoffer (Dana), Ivan Leung (Jimin), Cooper Mothersbaugh (Maurice), Chantalle Williams (Moriah).

## Doppelbanger
- Diretto da: David Stassen
- Scritto da: Mindy Kaling

### Trama
Leighton rintraccia Tatum per uscire con lei, ma quest'ultima si rivela parecchio più critica di lei e la umilia ripetutamente facendola sentire patetica e sotto il suo livello finché, esasperata, la ragazza controbatte ai suoi insulti, impressionandola e riuscendo ad ottenere il suo numero. Whitney e Andrew vengono messi su un progetto di biochimica insieme e, sebbene inizialmente il ragazzo la tratti con freddezza preferendo fare tutto il lavoro da solo, finisce poi per rivalutarla ed accettare il suo aiuto dopo che essa corregge un suo errore. Nel frattempo il manager del Sips viene licenziato per incompetenza, motivo per il quale Kimberly cerca di convincere Lila a candidarsi al posto rimasto vacante ed essa, seppur insicura in quanto ansiosa di sostenere colloqui, riesce infine a superarlo divenendo la nuova manager. Jackson inizia a preoccuparsi della salute di Kimberly dopo averla vista vulnerabile in seguito alla sua operazione, motivo per il quale le amiche iniziano a canzonarla dicendo che è stata "med-zonata"; seccata, Kimberly affronta Jackson finendo per fare sesso con lui. Bela viene selezionata come referente del celebre comico Dan O'Conell durante una sua visita alla Essex, nella speranza si impressionarlo a sufficienza da essere presa in considerazione per uno stage non retribuito, Dan si dimostra però molto più interessato al materiale di Eric che al suo, motivo per il quale, in un ultimo disperato tentativo di favorire i propri scopi, Bela va a letto col comico, tradendo il ragazzo.
- Altri interpreti: John Reynolds (Dan O'Connell), Gracie Dzienny (Tatum), Charlie Hall (Andrew Fuller), Gedde Watanabe (Professor Harpin), Stephen Guarino (Roger), Jack Landron (Professor Dobson), Remy Ortiz (responsabile palco), Cait Madry (amica di Willow).

## The Essex College Food Workers Strike
- Diretto da: Tazbah Chavez
- Scritto da: Beth Appel

### Trama
Kimberly, Canaan e in seguito Lila vanno in sciopero dopo aver scoperto che i lavoratori del settore alimentare della Essex non hanno ottenuto un aumento di stipendio da decenni, riuscendo di ottenere il supporto della senatrice Chase nella loro protesta. La manifestazione riscuote una grande partecipazione da parte degli studenti, ma viene anche attaccata sui social media per aver usato come slogan una frase del fondatore della Essex, noto proprietario di schiavi; a seguito di tale scandalo la senatrice minaccia di andarsene, ma Kimberly la convince a fare il suo discorso in difesa dei diritti degli studenti lavoratori, costringendo l'amministrazione ad accettare le richieste del sindacato. Eric nel frattempo scopre del tradimento di Bela e la lascia accusandola di voler sempre piacere a tutti a prescindere dal dolore inferto a chi la ama già; realizzando il proprio errore la ragazza tenta di scusarsi ma Eric la respinge chiedendole di stargli lontano. Tatum chiede a Leighton di uscire assieme, ma la ragazza, sentendosi ancora inferiore a lei, mente tutta la sera per sembrare più interessante, venendo scoperta ed ammettendo la verità; Tatum, apprezzando il gesto, la bacia. Prima di tornare a Washington la senatrice Chase fa visita alla figlia e le offre di procurarle uno stage di biochimica, che tuttavia Whitney rifiuta preferendo ottenerne uno con le sue sole forse; la madre, orgogliosa, le comunica dunque di avere fiducia in lei. Più tardi, mentre lavorano assieme in laboratorio, Whitney e Andrew si baciano.
- Altri interpreti: Gracie Dzienny (Tatum), Charlie Hall (Andrew Fuller), Matt Malloy (Presidente Tim Lacey), Leo Reilly (Laird), Adam J. Harrington e Tuc Watkins (padri di Eric), Sierra Katow (Evangeline Hashima), Isabella Roland (Carla), Cheyenne Perez (Jo), Sherri Shepherd (Senatrice Evette Chase), Nina Gosiengfiao (Chelsea), Siena East (Jodi).

## Pre-Frosh Weekend
- Diretto da: Tazbah Chavez
- Scritto da: Sarah Tapscott e Modupe Thompson

### Trama
Bela è impaziente per la visita al campus della sua migliore amica di Nutley, Priya, durante la settimana pre-immatricolazione, tuttavia rimane scioccata di scoprire quanto la ragazza - in passato una nerd disadattata - sia sbocciata divenendo sexy, disinibita e sicura di sé. Priya attira immediatamente l'attenzione di tutti e fa svariate nuove amicizie, cosa che fa sentire Bela molto insicura pensando che non tenga più a lei come un tempo; dopo che l'amica le da buca preferendo andare a una festa nel bosco piuttosto che a quella organizzata da Bela al dormitorio, quest'ultima affronta Priya, la quale le rivela di volersi reinventare abbandonando l'immagine di "sfigata" che l'ha accompagnata fino ad allora, ma rassicurandola che saranno sempre amiche e che ha scelto di iscriversi all'Essex proprio per restare assieme a lei. Nel frattempo Whitney e Andrew iniziano a fare sesso occasionale compulsivamente e, nonostante entrambi vorrebbero smettere, la reciproca attrazione fisica finisce per farli ricadere ripetutamente in tentazione, fino a venire sorpresi durante un amplesso in biblioteca da Canaan. Kimberly, determinata a dimostrare che la sua relazione con Jackson non si fermi alla componente fisica, cerca senza successo di trovare degli interessi comuni con il ragazzo, arrivando a fingersi una fan del wrestling. Henry, il padre di Leighton, va a trovarla ed essa progetta di fare coming out con lui, finendo tuttavia per trovarsi in un'imbarazzante cena a quattro con Tatum e suo padre George, ex-compagno di Henry ai tempi del liceo. Nonostante la situazione, la ragazza trova il coraggio di rivelare pubblicamente sia il suo orientamento sessuale che la relazione tra lei e Tatum; seppur sconvolto per non averlo capito prima, Henry si dichiara orgoglioso della figlia, dicendole che la supporterà sempre. Più tardi, mentre Tatum e Leighton passano la notte insieme, quest'ultima riceve un messaggio da Alicia, che le chiede di incontrarsi dicendola che le manca. 
- Altri interpreti: Avantika (Priya), Rob Huebel (Henry Murray), Michael McDonald (George), Gracie Dzienny (Tatum), Charlie Hall (Andrew Fuller), Betti (Travis Feldman), Scott Lipman (Frude Rasmunssen), Donielle Nash (Jayla), Elliott Thomas West (Graham).

## Sex & Basketball
- Diretto da: Rupinder Gill
- Scritto da: Rupinder Gill e Caroline Goldfarb

### Trama
Un reporter dell'Essex View decide di scrivere un articolo sul Foxy e Bela si occupa di procurare tutto il materiale di cui la rivista ha bisogno per redigerlo; così facendo finisce per parlare soprattutto di sé stessa, prendendosi il merito della fondazione nonché delle varie pubblicazioni della rivista ma, pur rendendosi conto della sua sovraesposizione, decide di far pubblicare comunque l'articolo per crogiolarsi delle attenzioni conseguenti. Dopo averne parlato con Tatum, Leighton visita Alicia al centro femminile per aiutarla ad allestire una festa di raccolta fondi durante la quale, oltre a riavvicinarsi ad Alicia, ha un brusco litigio con Tatum - che insulta apertamente le volontarie del centro - e la lascia realizzando che le cose che ha in comune con lei sono le stesse che desidera cambiare di sé stessa. Andrew e Whitney hanno un appuntamento disastroso che evidenzia l'inesistente intesa sentimentale tra di loro, tuttavia il giorno seguente, sfidandosi a una partita uno contro uno a basket, sono nuovamente preda dell'attrazione fisica e finiscono a letto insieme; poco dopo il ragazzo le propone di mettersi assieme, sconvolgendo Whitney. Nel frattempo Canaan riceve un premio dal dipartimento di economia e Kimberly lo convince a partecipare alla cerimonia, venendo da lui invitata come sua accompagnatrice. Durante la serata, Canaan viene insignito del premio al miglior giovane imprenditore per il suo lavoro a sostegno della ricerca sull'Alzheimer - morbo che affligge sua madre -, e Kimberly, realizzando di provare dei sentimenti per lui, una volta fatto ritorno al suo dormitorio si lascia con Jackson.
- Altri interpreti: Midori Francis (Alicia), Gracie Dzienny (Tatum), Charlie Hall (Andrew Fuller), Sierra Katow (Evangeline Hashima), Isabella Roland (Carla), Cheyenne Perez (Jo), Elliot Fletcher (reporter), Vico Ortiz (Tova), Amanda Ripley (Ginger), Will Hines (Professor Bennett), Aketra Sevillian (Zoe), Livia Treviño (cameriera), Aubrey Cleland (Brandi).

## The Rooming Lottery
- Diretto da: Justin Noble
- Scritto da: Justin Noble e Beth Appel

### Trama
Con l'anno scolastico prossimo al termine, le ragazze si apprestano a lasciare la stanza che condividono; dall'anno successivo infatti Leighton si trasferirà nel dormitorio delle Kappa, mentre Bela andrà a vivere con le co-fondatrici del Foxy. Per non rimanere da sole, Kimberly e Whitney decidono dunque di fare domanda per avere una stanza assieme anche l'anno seguente. Contemporaneamente a tutto ciò, la madre di Leighton le fa visita in vista del suo ingresso ufficiale nella sorellanza, tuttavia durante la cerimonia la ragazza si rende conto di non sopportare la superficialità delle consorelle e rinuncia ad aderirvi, trovando l'inaspettato sostegno della madre, profondamente commossa per quanto essa sia maturata nel corso dell'ultimo anno. Leighton convince dunque sua madre a fare una donazione per il centro femminile, dove torna a fare volontariato ricominciando inoltre la sua relazione con Alicia. Whitney riesce finalmente a trovare la risolutezza per lasciare Andrew, mentre, sebbene Lila suggerisca a Kimberly di non iniziare una relazione con Canaan, la ragazza decide invece di rivelare a quest'ultimo i suoi sentimenti, scoprendosi ricambiata e scambiandosi un bacio con lui, ignara però che Whitney li abbia visti. Dopo che le co-fondatrici del Foxy scoprono che oltre ad essersi presa tutti i meriti della rivista, Bela ha fatto mobbing a una giovane aspirante comica, la cacciano sia dalla rivista che dalla stanza che dovevano condividere. La mattina successiva, discutendo i recenti sviluppi, Kimberly propone alle amiche di rimanere compagne di stanza, tuttavia, sebbene Leighton accetti prontamente, Whitney decide in segreto di prendere il posto che essa ha lasciato vacante dalle Kappa poiché furiosa della relazione della coinquilina col suo ex, mentre Bela, profondamente depressa per essersi fatta terra bruciata intorno, chiede il trasferimento a un altro college.
- Altri interpreti: Midori Francis (Alicia), Gillian Vigman (Mimi Murray), Rob Huebel (Henry Murray), Charlie Hall (Andrew Fuller), Amy Pietz (Mona), Sierra Katow (Evangeline Hashima), Isabella Roland (Carla), Cheyenne Perez (Jo), Betti (Travis Feldman), Scott Lipman (Frude Rasmunssen), Carly Dutcher (Jorja), Vico Ortiz (Tova), Amanda Ripley (Ginger), Kathleen Kenny (Ash'lie), Sadie Stratton (Renice), Aketra Sevillian (Zoe), Naga Desh (studente di biochimica), Elijah Collins (ragazzo coi capelli rossi).